# Elaterinae

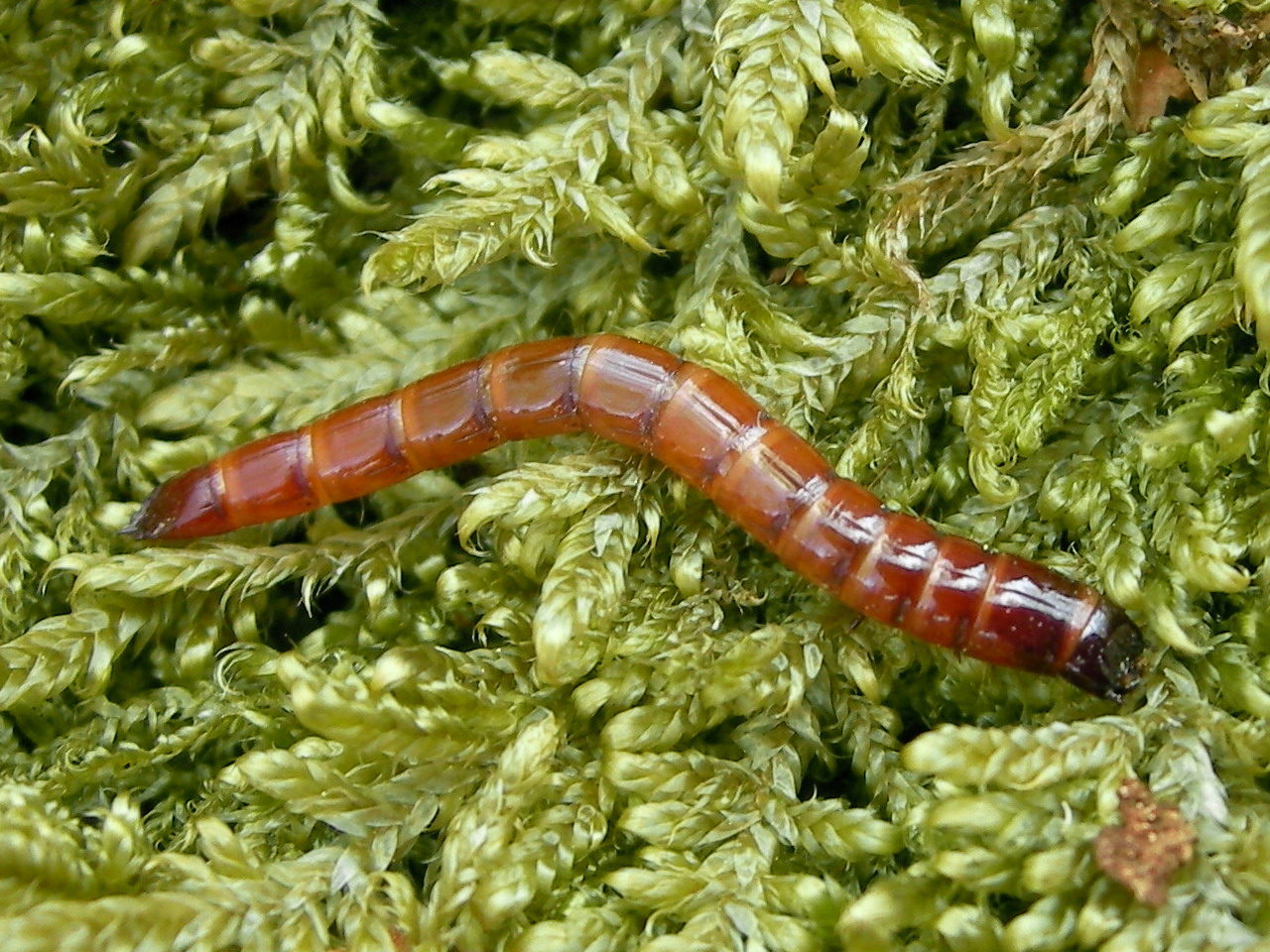
Larve des Saatschnellkäfers (Agriotes lineatus)

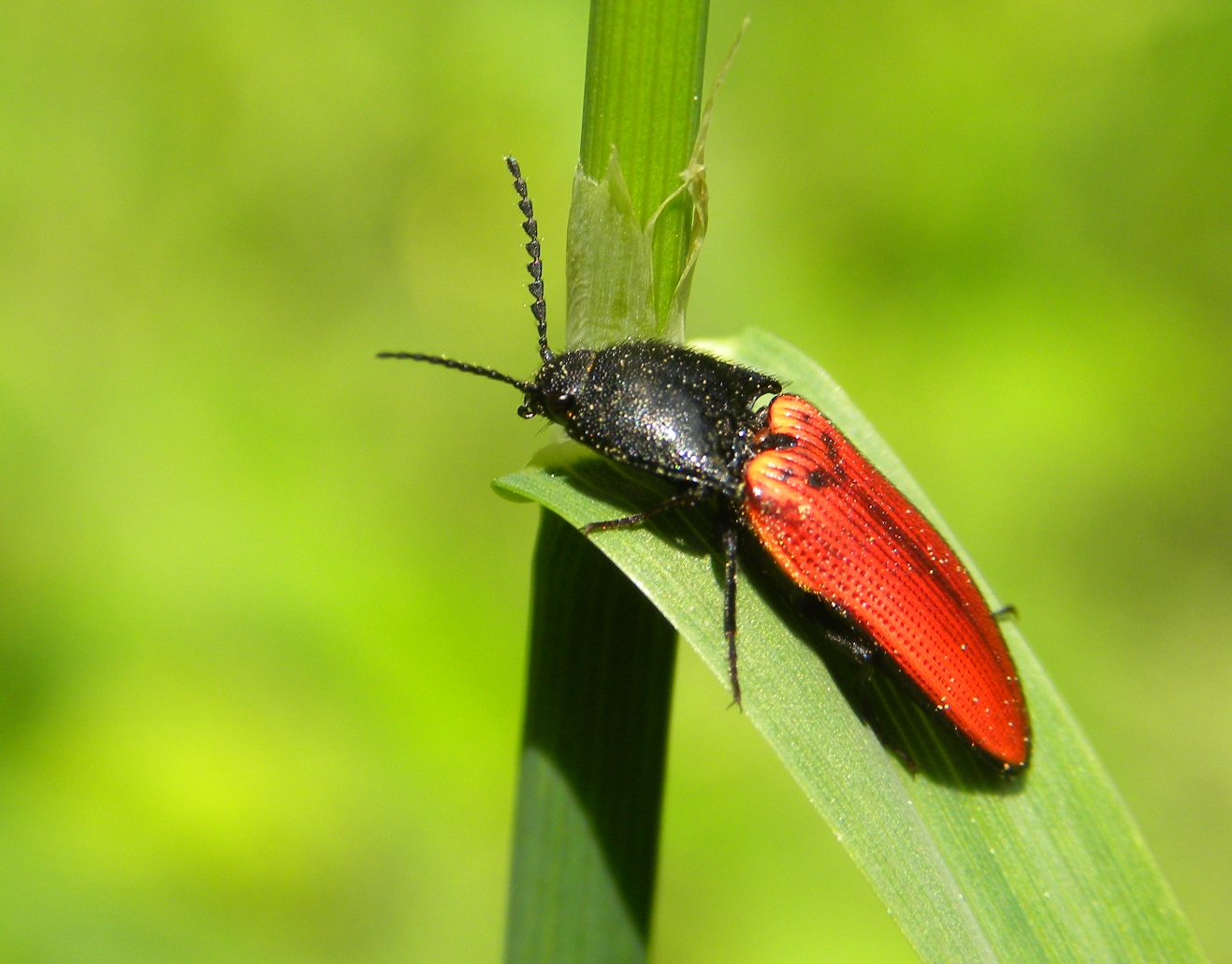
Blutroter Schnellkäfer (Ampedus sanguineus)

Die Elaterinae sind die größte Unterfamilie der Schnellkäfer (Elateridae). Sie umfasst etwa 3500 Arten in 200 Gattungen und ist weltweit verbreitet.  Nach Kundrata & Bocak (2011) umfasst die Unterfamilie auch die zwei Tribus Cebrionini und Aplastini, die früher zusammen als Unterfamilie Cebrioninae betrachtet wurde.

## Merkmale
Bei vielen, aber nicht allen Arten haben die Imagines einen kugeligeren und mehr nach unten geneigten Kopf, als die Arten der ähnlichen Denticollinae.
Die Larven haben nie eine Einbuchtung am neunten Tergum, das abgerundet, kegelförmig, spitz zulaufend oder konkav sein kann. Es trägt einen oder mehr Zähnchen an der Spitze.

## Taxonomie und Systematik
Die Unterfamilie umfasst unter anderem folgende Triben:
- Adrastini Candèze, 1873
- Agriotini Champion, 1894
- Ampedini Gistel, 1856
- Aplastini Stibick, 1979
- Cebrionini Latreille, 1802
- Dicrepidiini Candèze, 1859
- Elaterini Leach, 1815
- Megapenthini Guryeva, 1973
- Melanotini Candèze, 1859
- Odontonychini Girard, 1972
- Physorhinini Candèze, 1859
- Pomachiliini Candèze, 1859

Casari (2008) untersuchte 31 Gattungen der Tribus Dicrepidiini und vermutet, dass die Gruppe in einem Schwesterverhältnis zur Tribus Physorhinini steht und dass die chilenische Gattung Ovipalpus ausgegliedert und in die Unterfamilie Denticollinae gestellt werden sollte.

## Arten (Auswahl)
- Adrastus axillaris

## Belege